# 中四国学生弓道連盟
中四国学生弓道連盟（ちゅうしこくがくせいきゅうどうれんめい）は鳥取県・島根県・岡山県・広島県・山口県・徳島県・香川県・愛媛県・高知県の大学に所属する弓道部が、各大学につき1団体のみ加盟して組織する団体であり、全日本学生弓道連盟傘下の地域組織の一つである。

## 歴史
- 1955年 中四国学生弓道連盟創設(推定)。
- 1955年 第1回中四国学生弓道選手権大会開催。
- 1957年 第1回西日本学生弓道選手権大会開催。
- 1968年 第1回中国学生弓道競技大会開催。
- 1983年 連盟誌『鳳雛』創刊。
- 1988年 第1回代表者会議開催。
- 1994年 第1回中四国学生弓道新人戦開催。

## 加盟校

### 正加盟校
- 岡山県
  - 岡山県立大学
  - 岡山商科大学
  - 岡山大学
  - 岡山理科大学
  - 川崎医療福祉大学
  - 吉備国際大学
  - 倉敷芸術科学大学
  - 就実大学
  - ノートルダム清心女子大学
- 島根県
  - 島根県立大学
  - 島根大学
- 鳥取県
  - 公立鳥取環境大学
  - 鳥取大学
- 広島県
  - 広島経済大学
  - 広島工業大学
  - 広島国際大学
  - 広島修道大学
  - 広島女学院大学
  - 広島市立大学
  - 広島大学
  - 広島文教女子大学
  - 福山大学
  - 安田女子大学
- 山口県
  - 下関市立大学
  - 山口県立大学
  - 山口大学
- 愛媛県
  - 愛媛大学
  - 松山大学
- 香川県
  - 香川大学
  - 徳島文理大学香川校
- 高知県
  - 高知県立大学
  - 高知工科大学
  - 高知大学
- 徳島県
  - 四国大学
  - 徳島大学
  - 徳島文理大学徳島校
  - 鳴門教育大学

### 準加盟校
- 岡山県
  - 岡山大学医学部
  - 山陽学園大学
- 島根県
  - 島根大学医学部
- 鳥取県
  - 鳥取大学医学部
- 広島県
  - 近畿大学工学部
  - 広島大学医学部
- 山口県
  - 独立行政法人 水産大学校
- 愛媛県
  - 聖カタリナ大学
  - 松山東雲女子大学
- 香川大学
  - 四国学院大学

## 主な大会
- 中四国学生弓道選手権大会
- 西日本学生弓道選手権大会（九州学連と共催）
- 中四国学生弓道新人戦
- 中国学生弓道競技大会